# Marija Krjučkova
Marija Evgen'evna Krjučkova (in russo Мария Евгеньевна Крючкова?; Rostov sul Don, 7 luglio 1988 – Rostov sul Don, 8 marzo 2015) è stata una ginnasta russa.

## Palmarès

### Olimpiadi
- 1 medaglia:
  - 1 bronzo (Atene 2004 nel concorso a squadre)